# Eric de Montmollin
Eric de Montmollin (* 18. Dezember 1907 in Neuenburg; † 26. Februar 2011 in Lausanne) war ein Schweizer Schriftsteller.

## Leben
Eric de Montmollin studierte Französische Literatur an der Universität Neuenburg. Er war als Lehrer an der Höheren Handelsschule (heute: Gymnase de Beaulieu) in Lausanne tätig. Seinen Aufenthalt als Lehrer in China zwischen 1931 und 1934 dokumentierte er in einem Essayband mit eigenen Fotografien. Er veröffentlichte weitere Essays, einen Roman und einen Erzählband.
Eric de Montmollin war Mitglied der Association vaudoise des écrivains und lebte in Lausanne, wo er im Alter von 103 Jahren starb.

## Auszeichnungen
- 1991: Prix des écrivains vaudois

## Werke
- Empire du ciel, Neuenburg 1941.
- Image de la Chine, Neuenburg 1942.
  - Das Gesicht Chinas. Oprecht, Zürich 1943.
- David. Roman biblique, Lausanne 1943.
- Sur un temps troublé, Neuenburg 1944.
- Pays de la Venoge, Neuenburg 1955.
- Pays de Neuchâtel, Neuenburg 1959.
- Ce petit peuple, Neuenburg 1961.
- La porte du paradis, Lausanne 2004 (Erzählungen aus den 1930er bis 1950er Jahren).